# Glattdick
Der Glattdick (Huso nudiventris, Synonym: Acipenser nudiventris), auch Dick- oder Glatt-Stör ist eine Fischart aus der Familie der Störe.

## Merkmale
Die Färbung ist je nach Standort verschieden. Meist ist der Rücken aschgrau, rötlichbraun bis dunkelblau. Die Bauchseite und die Knochenschilde hinter den Augen sind schmutzigweiß. Die Zahl der Rückenschilde beträgt 12 bis 15, die der Seitenschilde 60 und mehr.
Der Kopf hat eine kegelförmige Schnauze, die Unterlippe ist nicht gespalten. Die Länge des relativ gedrungenen Fisches ist sehr unterschiedlich. Der Glattdick wird im Durchschnitt aber nur 8 bis 10 Kilogramm schwer. Exemplare über zwei Meter und 80 kg sind die Ausnahme.

## Vorkommen
Der Glattdick war aus dem Schwarzen Meer, dem Asowschen Meer und dem Kaspischen Meer, sowie den angrenzenden Flüssen Wolga, Kura und Ural bekannt. Seit 1996 gilt die Art als gefährdet, seit 2010 wird sie auf der Roten Liste der IUCN mit dem Merkmal CR (Critically Endangered, dt. vom Aussterben bedroht, extrem hohes Risiko des Aussterbens in der Natur in unmittelbarer Zukunft) geführt. Es wird geschätzt, dass über die letzten drei Generationen der Art (ca. 120 Jahre) mehr als 99 % der Art verschwunden sind. Heute ist die einzig bekannte selbsterhaltende Population des Glattdick eine im kasachischen Balchaschsee, weit außerhalb seines natürlichen Verbreitungsgebiets, wo er in den 1930er Jahren zu kommerziellen Zwecken eingeführt wurde. In der Donau und im Aralsee gilt er heute als ausgestorben. Auch im Schwarzen Meer ging man davovon aus, dass die Art ausgestorben wäre. Jedoch wurden 2020 überraschend acht ausgewachsene Exemplare im Bereich des Rioni-Flusses (Georgien) dokumentiert und genetisch untersucht. Darüber hinaus werden einzelne, isoliert lebende Exemplare noch im Kaspischen Meer vermutet.

## Lebensweise
Der Glattdick ist ein Wanderfisch, der hauptsächlich im Salzwasser lebt und zum Laichen in die Flüsse aufsteigt. Es existieren jedoch auch reine Süßwasserpopulationen, die nicht ins Meer abwandern. Sie leben oft in der Nähe von Flussmündungen. Die Wanderung ins Süßwasser zur Eiablage erfolgt im Frühjahr zwischen März und Mai und im Herbst zwischen Oktober und November. Im Durchschnitt produziert der weibliche Glattdick im Laufe seines Lebens zwischen 200.000 und 300.000 Eier.